# Эгерия густая
Эге́рия густа́я (лат. Egéria dénsa), ранее — элоде́я густая (Elodéa densa) — водное травянистое растение семейства Водокрасовые (Hydrocharitaceae), типовой вид рода Эгерия.
Популярное аквариумное растение, происходящее из Южной Америки. В ряде регионов при попадании в естественные водоёмы становится опасным инвазивным видом, подобно элодее канадской. Популяции вне естественного ареала представлены исключительно особями с тычиночными цветками, размножающимися только вегетативно.

## Ботаническое описание

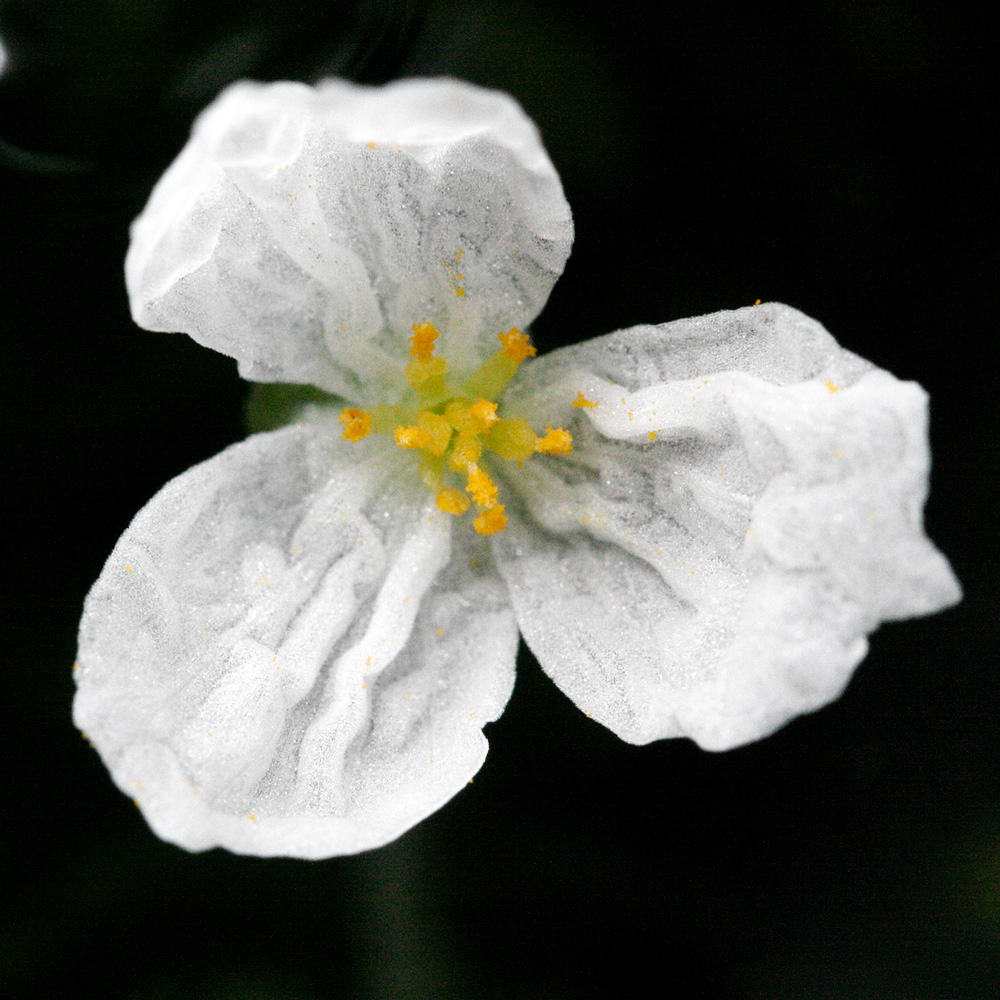
Цветок

Многолетнее водное двудомное травянистое растение. Стебли прямостоячие, до 5 м длиной и 1—3 мм толщиной, цилиндрические, укоренённые, простые или ветвистые. Междоузлия очень короткие. Листья собраны в мутовки по 4—8 (нижние нередко супротивные и в мутовках по 3), линейные, мелкопильчатые по краю, 1—4 см длиной и 2—5 мм шириной.
Цветки белые, поднятые к водной поверхности на сильно вытянутой (до 8 см длиной) нитевидной цветочной трубке. Пестичные цветки одиночные, с тремя лопатчатыми лепестками и тремя неравными широкояйцевидными чашелистиками. Тычиночные цветки в группах по 2—4, с тремя крупными лепестками и тремя лодочковидными чашелистиками.
Плод — цилиндрическая ягодовидная односемянная коробочка 7—8 мм длиной и около 3 мм в поперечнике. Семена (если образуются) веретеновидные, 7—8 мм длиной.

## Значение
Популярное аквариумное растение с густо облиственными побегами. При промывке аквариумов часто попадает в открытые водоёмы, где быстро образует густые одновидовые заросли. Наиболее эффективно уничтожается химическими методами. В Новой Зеландии для борьбы с эгерией в водоёмы подселяют рыб белых амуров.
В Бразилии заросли эгерии нарушают работу гидроэлектростанций.
Используется в качестве модельного водного растения. Листья состоят всего из двух слоёв клеток (все клетки листа всегда находятся в контакте с окружающей средой), в них имеется лишь один продольный проводящий пучок.

## Ареал
Родина — Аргентина, Бразилия, Уругвай. В настоящее время широко распространённое в Евразии, Северной Америке, Австралии и Океании растение. Предпочитает пресные водоёмы со стоячей или медленно текущей водой.

## Классификация

### Синонимы
- Anacharis densa (Planch.) Vict., 1931
- Elodea canadensis var. gigantea L.H.Bailey, 1914
- Elodea densa (Planch.) Casp., 1857
- Philotria densa (Planch.) Small, 1933
- Udora densa (Planch.) M.R.Almeida, 2009